# Гидроксиды
Гидрокси́ды (гидроо́киси, водоо́киси) — неорганические соединения, содержащие гидроксильную группу {\displaystyle {\ce {-OH}}}. Известны гидроксиды почти всех химических элементов; некоторые из них встречаются в природе в виде минералов.
Аналогичные по структуре органические соединения называются спиртами.

## Классификация
Классификация гидроксидов совпадает с классификацией соответствующих солеобразующих оксидов.
В зависимости от проявляемых свойств различают:
- Основные гидроксиды (основания) — гидроксиды, проявляющие основные свойства. Включают в себя только гидроксиды металлов со степенями окисления +1 и +2, например, гидроксид кальция {\displaystyle {\ce {Ca(OH)2}}}, гидроксид калия {\displaystyle {\ce {KOH}}}, гидроксид марганца(II) {\displaystyle {\ce {Mn(OH)2}}}. При реакциях и диссоциации от них отщепляется гидроксильная группа (гидроксид-ион).
  - Щёлочи — хорошо растворимые в воде основания. Включают в себя гидроксиды щелочных и щёлочноземельных (кроме магния и бериллия) металлов, а также аммония и одновалентного таллия.
- Амфотерные гидроксиды, проявляющие в зависимости от условий либо основные, либо кислотные свойства. Включают в себя гидроксиды металлов со степенями окисления +3, +4, например, гидроксид алюминия {\displaystyle {\ce {Al(OH)3}}}, и нескольких металлов со степенью окисления +2, например, гидроксид цинка {\displaystyle {\ce {Zn(OH)2}}}.
- Кислотные гидроксиды (неорганические кислородсодержащие кислоты), проявляющие кислотные свойства. Включают гидроксиды неметаллов и металлов со степенями окисления +5, +6, +7, например, серная кислота (структурная формула {\displaystyle {\ce {SO2-(OH)2}}}), борная кислота (структурная формула {\displaystyle {\ce {B(OH)3}}}), марганцевая кислота  (структурная формула {\displaystyle {\ce {MnO3-OH}}}). При реакциях и диссоциации от них отщепляются атомы (катионы) водорода, поэтому в химических формулах кислот принято записывать атомы водорода отдельно от кислорода в начале формулы: {\displaystyle {\ce {H2SO4}}}, {\displaystyle {\ce {H3BO3}}}, {\displaystyle {\ce {HMnO4}}}.

Термин «гидроксиды» часто применяют только по отношению к основным и амфотерным гидроксидам.
Воду также иногда называют гидроксидом водорода.

## Химические свойства

### Щелочи
При взаимодействии с кислотами образуют соли и воду:
{\displaystyle {\ce {NaOH + HCl -> NaCl + H2O}}},
При взаимодействии с кислотными оксидами образуют соли и воду:
{\displaystyle {\ce {2NaOH + CO2 -> Na2CO3 + H2O}}}
Взаимодействуют с солями при условии выхода одного из продуктов реакции из системы (газ, осадок):
{\displaystyle {\ce {2NaOH + FeCl2 -> Fe(OH)2v +2NaCl}}}

### Нерастворимые основания
Взаимодействие с кислотами:
{\displaystyle {\ce {Fe(OH)2 + H2SO4 -> FeSO4 + 2H2O}}}
С кислотными оксидами не взаимодействуют.
Нерастворимые основания при нагревании, как правило, разлагаются на оксид и воду, например:
{\displaystyle {\ce {Fe(OH)2 ->[{t}] FeO + H2O}}}
{\displaystyle {\ce {2Fe(OH)3 ->[{t}] Fe2O3 + 3H2O}}},
{\displaystyle {\ce {Cu(OH)2 ->[{t}] CuO + H2O}}}.

### Амфотерные гидроксиды
К амфотерным гидроксидам принадлежат: {\displaystyle {\ce {Al(OH)3, Zn(OH)2, Fe(OH)3, Cr(OH)3.}}}
С кислотами:
{\displaystyle {\ce {Al(OH)3 + 3HCl -> AlCl3 + 3H2O}}}
Со щелочами:
{\displaystyle {\ce {Zn(OH)2 + 2NaOH -> Na2[Zn(OH)_4]}}} (в водном растворе),
{\displaystyle {\ce {Al(OH)3 + NaOH->[t]NaAlO2 + 2H2O}}} (при сплавлении).

## Получение
Оксиды щелочных и некоторых щёлочноземельных металлов взаимодействуют с водой, образуя щёлочи:
{\displaystyle {\ce {Na2O + H2O -> 2NaOH}}},
{\displaystyle {\ce {CaO + H2O -> Ca(OH)2}}}.
Щелочные и щёлочноземельные металлы, взаимодействуя с водой, образуют щёлочи:
{\displaystyle {\ce {Na + H2O -> NaOH + H2 ^}}}
При взаимодействии соли амфотерного элемента со щёлочью образуется амфотерный гидроксид и соль:
{\displaystyle {\ce {FeCl3 + NaOH -> Fe(OH)3 v + NaCl}}}